# Stronger (album av Kate Ryan)
Stronger är ett studioalbum av den belgiska sångaren Kate Ryan. Det gavs ut den 22 mars 2004 och innehåller 14 låtar.

## Låtlista
| Nr  | Titel                | Längd |
| --- | -------------------- | ----- |
| 1.  | Another Day          | 4:43  |
| 2.  | Only If I            | 3:52  |
| 3.  | Je Lance un Appel    | 4:04  |
| 4.  | The Promise You Made | 3:28  |
| 5.  | Hands Up             | 3:43  |
| 6.  | I Like the Way       | 3:42  |
| 7.  | Scream & Shout       | 4:25  |
| 8.  | Can You Fix This     | 4:04  |
| 9.  | Start Me Up          | 3:33  |
| 10. | Hurry Up             | 3:14  |
| 11. | The Rain             | 3:21  |
| 12. | We Belong Together   | 3:56  |
| 13. | Hard to Reveal       | 4:09  |
| 14. | Goodbye              | 3:42  |

## Listplaceringar
| Lista              | Topplacering |
| ------------------ | ------------ |
| Belgien (Flandern) | 22           |
| Schweiz            | 14           |
| Österrike          | 43           |